# أعرف ماذا فعلت الصيف الماضي
أعرف ماذا فعلت الصيف الماضي (بالإنجليزية: I Know What You Did Last Summer)‏ هو فيلم تقطيع أمريكي صدر سنة 1997، كتبه كيفين ويليامسون ومن إخراج جيم غيليسبي. الفيلم مقتبس من رواية تحمل نفس الاسم صدرت عام 1973 من قبل الكاتبة لويس دنكان.

## القصة
احتفالاً بتخرجهم من المدرسة الثانوية يقوم الأصدقاء الأربعة جولي وراي وهيلين وباري بالسفر لقضاء وقتٍ ممتع على أحد الشواطئ الصيفية، ولكن أثناء عودتهم وقيادتهم للسيارة بسرعة جنونية يقومون بالإصطدام بصياد يعبر الطريق فيقتلونه. يصاب الأصدقاء بالهلع من فعلتهم، فما يكون منهم إلا أن يحملوا جثة الصياد ويلقونه في البحر، ثم يرحلون وقد قطعوا وعداً بعدم ذكر ما حدث أمام أي شخص. تسير الأمور بشكل هادئ حتى يمر قرابة العام، وعندما يبدأ الأصدقاء في نسيان ما حدث لهم يتلقى جميعهم رسالة واحدة تقول في فحواها «أنا أعلم ماذا فعلت الصيف الماضي». وبعد الرسالة يبدأ قاتل مخيف في الإنتقام من الأصدقاء الأربعة.

## الممثلون
- جينيفر لوف هيويت بدور جولي جيمس
- سارة ميشيل غيلار بدور هيلين شيفرز
- ريان فيليب بدور باري كوكس
- فريدي برينز جونيور بدور راي برونسون
- بريدجيت ويلسون بدور إلسا شيفرز
- آن هيش بدور ميسي إيجان
- موس واتسون بدور بن ويليس
- جوني غاليكي بدور ماكس نيوك

## الاستقبال
تلقى الفيلم مراجعات مختلطة بعد إصداره، سواء كانت إيجابية أو سلبية وتم مقارنته بفيلم صرخة الذي كان أيضا من كتابة كيفين ويليامسون. الناقد ميك لاسال يعتقد أنه أقل شأنا من فيلم «الصرخة»،  ولكن الناقد ريتشارد هارينغتون مدح الفيلم مشيرا إلى أنه كان «ذكيا، بتركيز حاد على الجانب الأخلاقي ونوعية الرعب. يتواجد فيه مجموعة ممتازة من الممثلين الشباب». حصل الفيلم على تقييم سيئ في موقع تجميع المراجعات روتن توميتوز بمعدل 35%.

## الموسيقى
الفيلم أنتج اسطوانتين من الموسيقى التصويرية أحدها ضم مقطوعات من تأليف جون ديبني، أما الآخر فكان يحتوي على مجموعة من أغاني الروك الموجودة في الفيلم.

1. «الصمت» كوله شاكر (2:55)
2. «نسيم الصيف» من نوع O السلبية (4:57)
3. "D. U. I." من ذرية (2:26)
4. «طفل» التفاح الأخضر خطوة سريعة (3:17)
5. «هذه ليست صيف الحب» L7 (3:09)
6. «تفقد صوابها» الروح اللجوء (3:01)
7. «يا كلب» الضفدع الرطب ضرس (2:31)
8. «طفلي حصلت على أغرب طرق» الثقافة الجنوبية على التزلج (3:59)
9. «شلال» من قبل الدين الدواسات (3:47)
10. «الخرقاء» سيدة السلام (4:27)
11. «مائة يوم» نفض الغبار (3:40)
12. «حياة رائعة» Goatboy (3:50)
13. «2 فيكي» Hooverphonic (4:44)
14. «لا يعني أي شيء» قبل آدم كوهين (3:43)
15. «فخور» كورن (3:17)

## روابط خارجية
- أعرف ماذا فعلت الصيف الماضي على موقع IMDb (الإنجليزية)
- أعرف ماذا فعلت الصيف الماضي على موقع ميتاكريتيك (الإنجليزية)
- أعرف ماذا فعلت الصيف الماضي على موقع روتن توميتوز (الإنجليزية)
- أعرف ماذا فعلت الصيف الماضي على موقع نتفليكس (الإنجليزية)
- أعرف ماذا فعلت الصيف الماضي على موقع قاعدة بيانات الأفلام العربية
- أعرف ماذا فعلت الصيف الماضي على موقع ألو سيني (الفرنسية)
- أعرف ماذا فعلت الصيف الماضي على موقع Turner Classic Movies (الإنجليزية)
- أعرف ماذا فعلت الصيف الماضي على موقع أول موفي (الإنجليزية)
- أعرف ماذا فعلت الصيف الماضي على موقع بوكس أوفيس موجو (الإنجليزية)
- أعرف ماذا فعلت الصيف الماضي على موقع فيلمافينيتي (الإسبانية)